# Moritzdorf (Sellin)

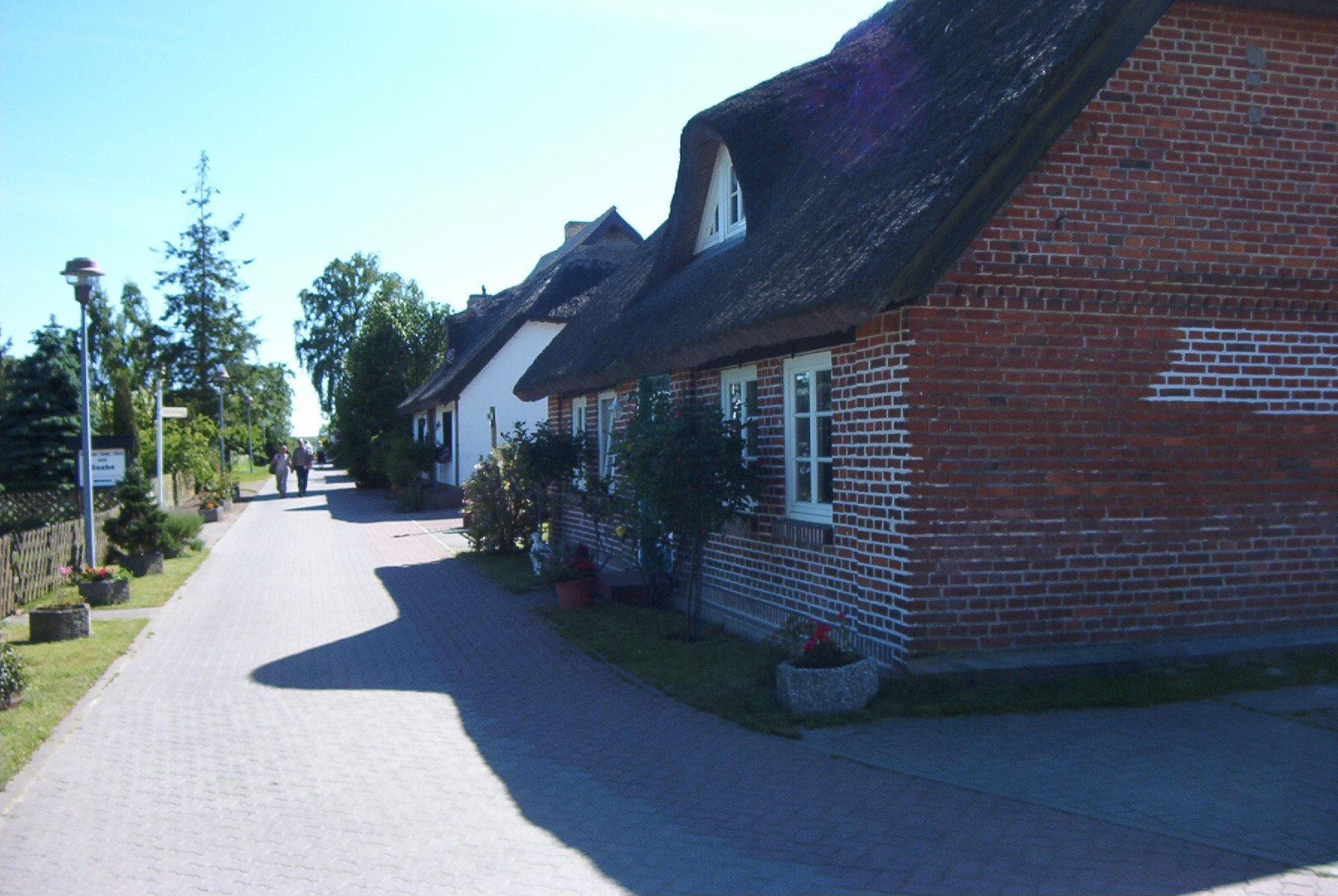
Moritzdorf

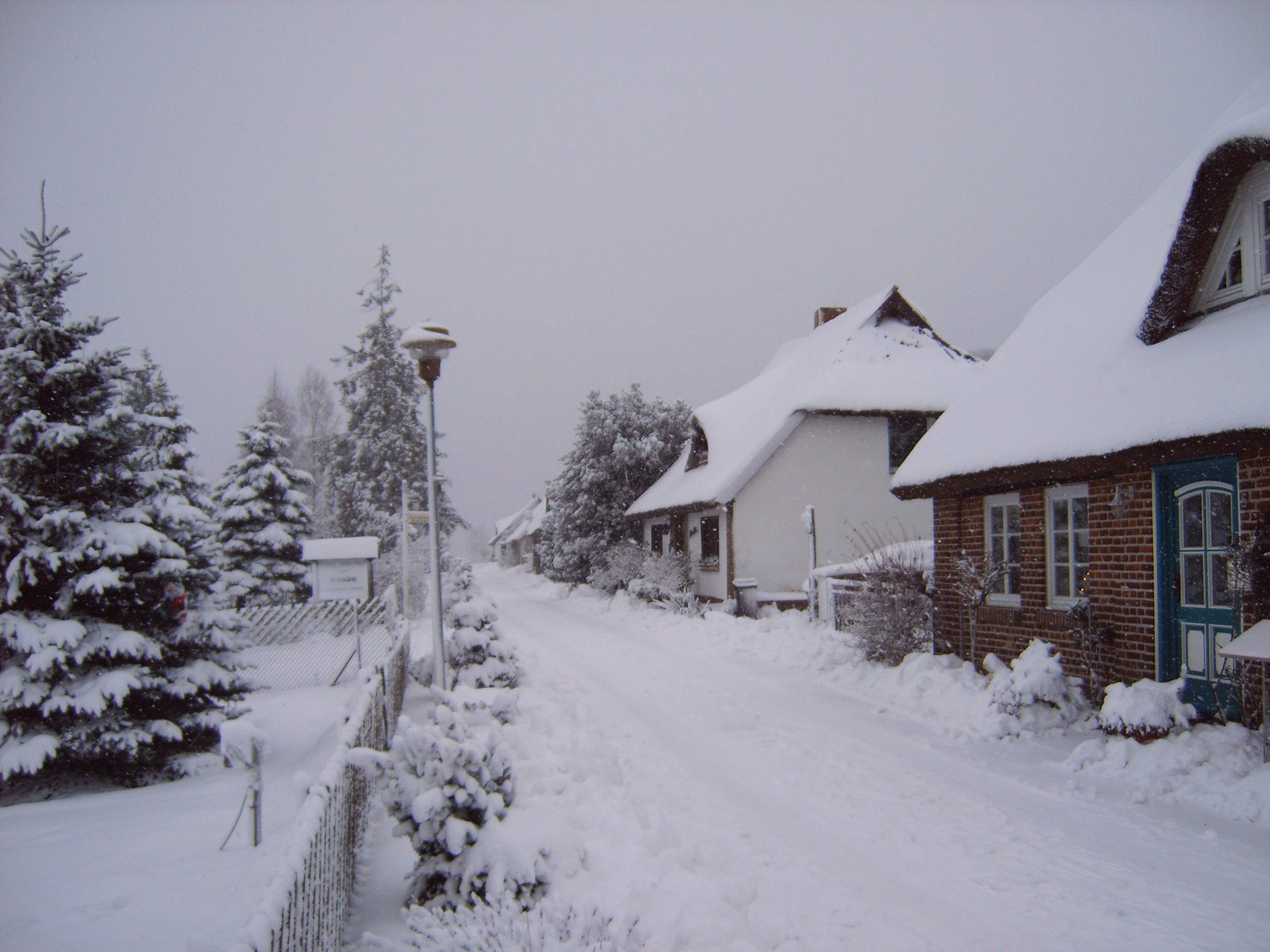
Moritzdorf im Winter

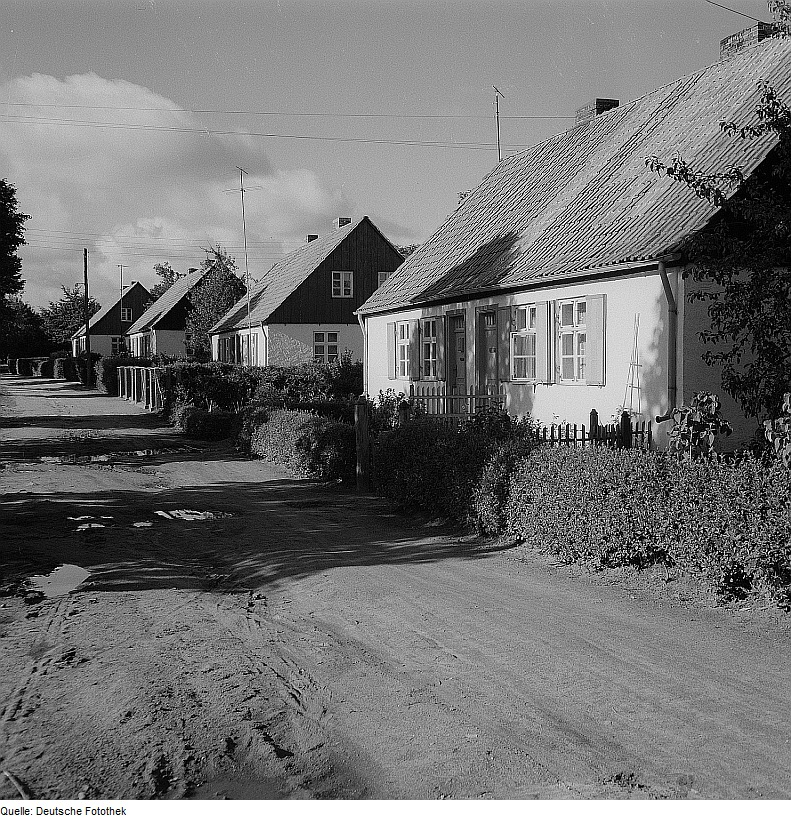
Moritzdorf, Aufnahme zwischen 1950 und 1977

Moritzdorf ist ein Ortsteil der Gemeinde Sellin auf Rügen in Mecklenburg-Vorpommern. Der Ort liegt südlich des Selliner Sees an der Baaber Bek und ist ein beliebtes Ausflugsziel für Feriengäste aus den umliegenden Ostseebädern.

## Geschichte
Moritzdorf wurde 1841 von Fürst Wilhelm Malte zu Putbus gegründet. Die heute im Ort befindlichen Gebäude stammen zum Teil noch aus dieser Zeit. Im idyllisch in Wassernähe gelegenen Ort wurden als Neusiedler Jachtschiffer, Fischer, Stellmacher, und Bootsbauer, aber auch Steindämmer, Schuster und Schneider angesiedelt. Durch den Fürsten wurden jedem Haus noch insgesamt 7,5 Morgen Acker-, Wiesen- und Gartenland zur Verfügung gestellt. Bereits 1844 berichtet das Memorabilienbuch der Kirche in Lancken-Granitz, dass die Häuser in Moritzdorf Spekulationsobjekte geworden waren und daher häufig der Besitzer gewechselt hatte.
Moritzdorf gehörte zum Gutsbezirk Altensien. Im Jahre 1867 zählte der Ort 19 Haushalte mit insgesamt 80 Einwohner in  zehn Häusern. Am 21. Juni 1886 zerstörte ein Brand fünf Wohnhäuser. Die Ausbreitung des Feuers war durch die mit Schilfrohr gedeckten Dächer, einen Nordwind und zuvor herrschende lange Trockenheit begünstigt.
Ab 1887 gab es Pläne, die direkt östlich des Dorfes verlaufende Baaber Bek, die Verbindung vom Selliner See zum Greifswalder Bodden zu überbrücken. Das Vorhaben wurde jedoch nicht verwirklicht. Auf der Ostseite der Baaber Bek entstand dann das zu Baabe gehörende Baaber Bollwerk. 1891 wurde jedoch die Genehmigung zum Betrieb einer Ruderfähre erteilt, die seitdem die schmale Baaber Bek überquert. Erster Inhaber der Fähre Moritzdorf war der Händler Martin Looks. Ende des 19. Jahrhunderts, die Segelschifffahrt auf Rügen erlebte ihre große Zeit, lebten in Moritzdorf mehrere Seeschiffer. Auch zwei Fischhändler hatten sich angesiedelt.

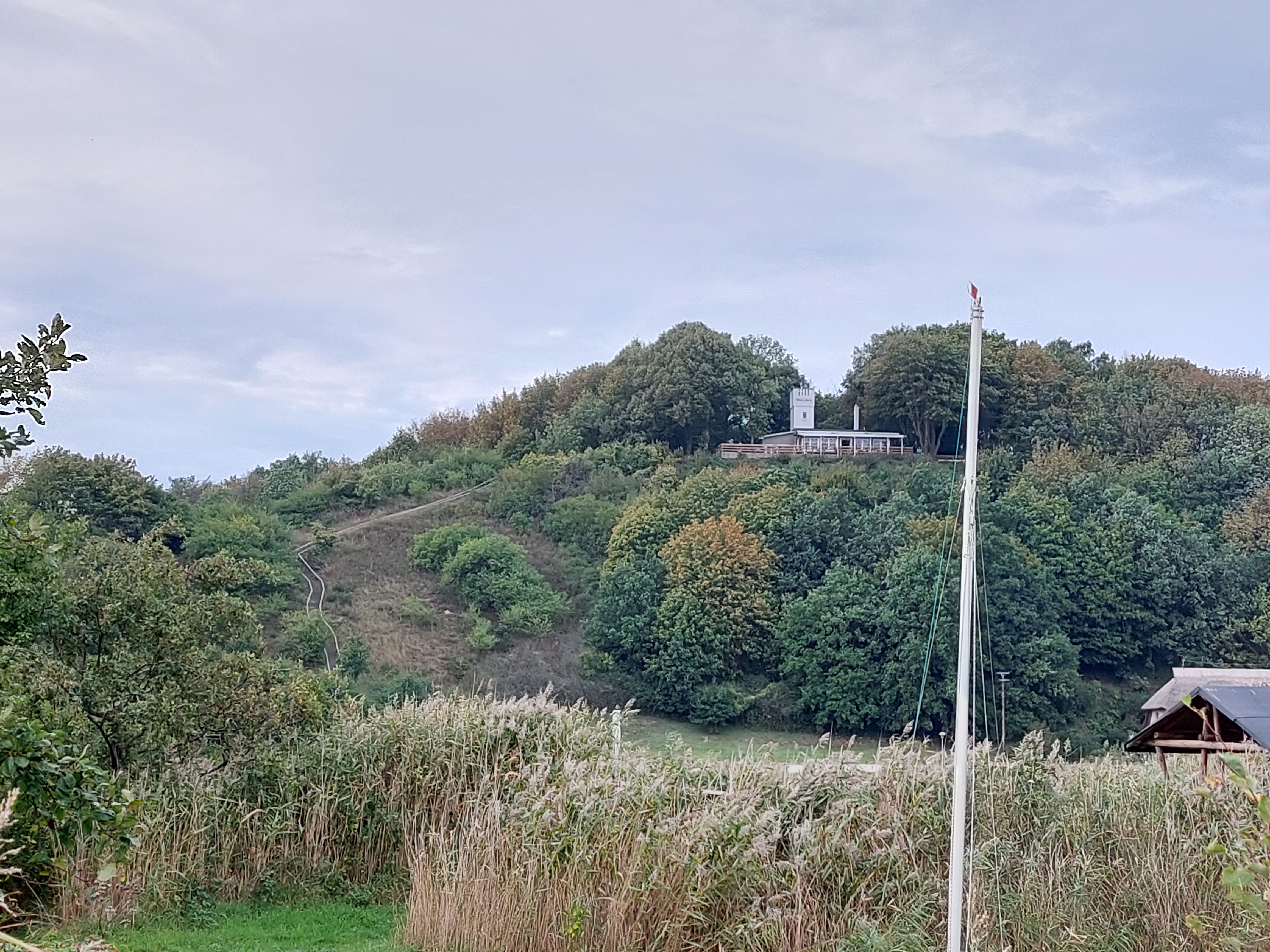
Moritzburg mit Treppe vom Baaber Bollwerk gesehen

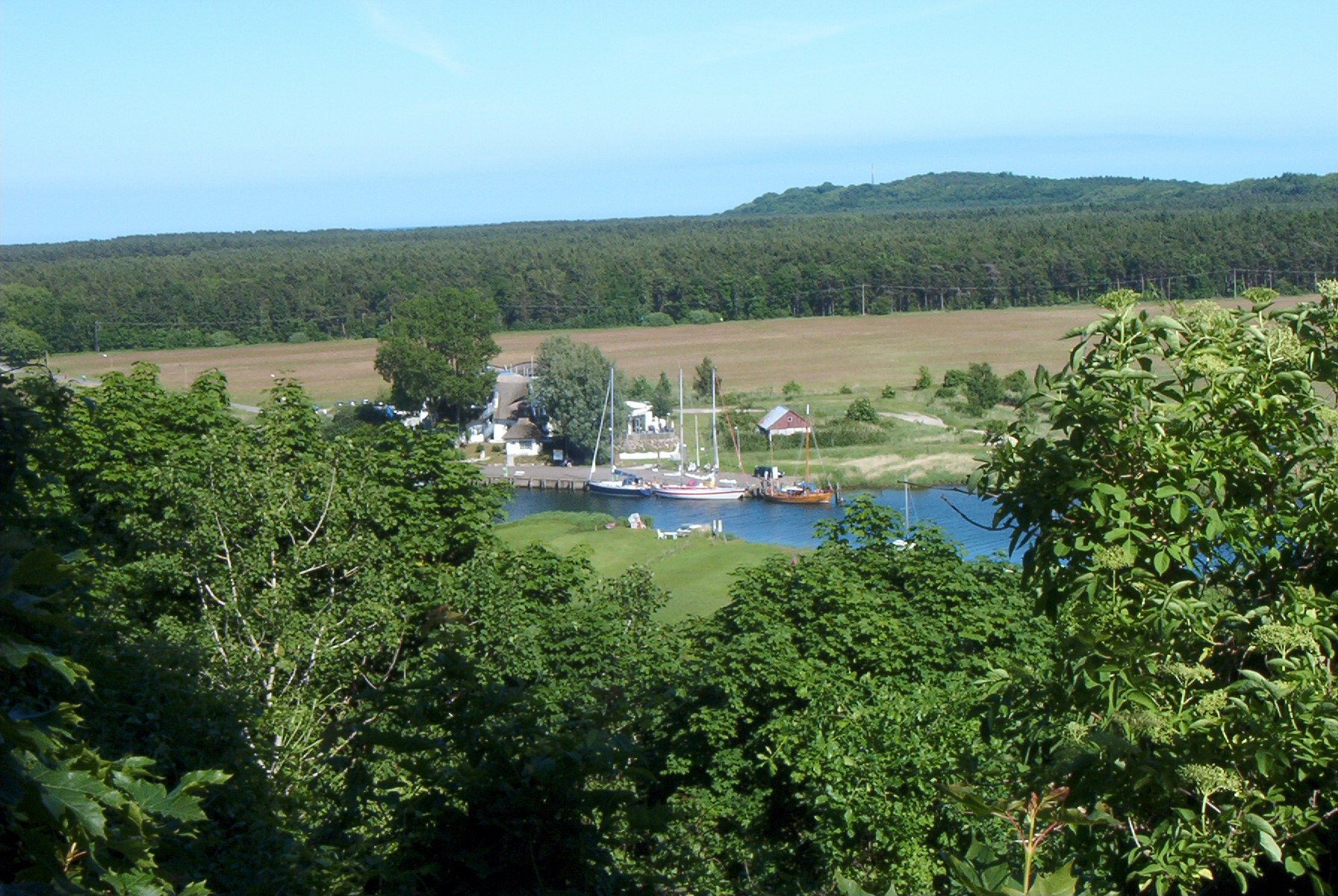
Blick von der Moritzburg zum Baaber Bollwerk

Auf einer Bodenerhebung über dem Ort errichtete 1901 Wilhelm Möller ein Ausflugslokal. Die Nachfahren von Wilhelm Möller leben heute in Brunsbüttel und Kiel. Aufgrund seiner schönen Lage und der von dort bestehenden freien Sicht über die Halbinsel Mönchgut und die Having wurde die Gaststätte Wilhelmshöhe zu einem beliebten Ausflugsziel von Badegästen aus den umliegenden Ostseebädern. Das später in Moritzburg umbenannte Lokal besteht bis heute.
Von 1890 bis 1922 verfügte Moritzdorf über eine Posthilfstelle. In der Zeit der DDR erzielten die Fremdenzimmer im Ort Höchstpreise und waren häufig schon über Jahre im Voraus vermietet. Im Zuge einer Gebietsreform wurde Moritzdorf zum 1. Januar 1962 mit Altensien, Neuensien und Seedorf nach Sellin eingemeindet.
Nach 1990 setzte sich die touristische Entwicklung des Ortes fort. Am südlichen Ende des Dorfes entstand ein sich in die Landschaft einpassendes mit Schilfrohr gedecktes Hotel mit Restaurant.

## Wirtschaft / Tourismus
In Moritzdorf herrscht aufgrund der naturnahen Lage des Ortes der Tourismus vor. Im Ort besteht neben mehreren Gaststätten ein kleines ganzjährig geöffnetes Hotel. Über dem Dorf befindet sich die Moritzburg, eine von April bis Oktober geöffnete Ausflugsgaststätte mit schönem Panoramablick über die umliegende Landschaft. Moritzdorf bildet eine verkehrsberuhigte Zone. Am nördlichen Ende des Dorfes befindet sich ein größerer Parkplatz von dem für Besucher der Ort fußläufig gut zu erreichen ist.

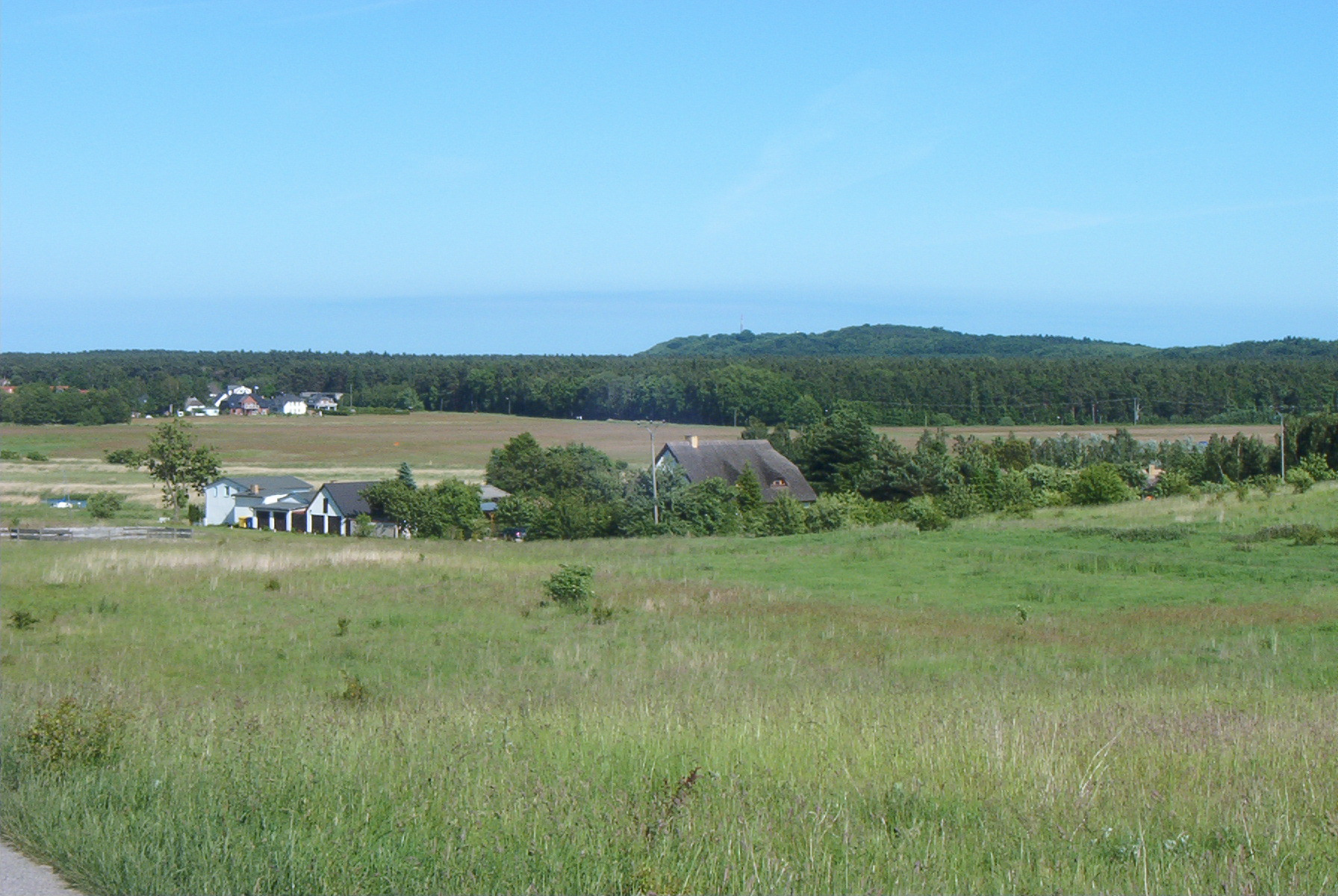
Blick auf die Nordseite des Dorfs

Eine weitere touristische Attraktion ist das zwischen dem Baaber Bollwerk und Moritzdorf als Fähre für Fußgänger und Radfahrer verkehrende Ruderboot über die Baaber Bek.

## Umgebung
Am Wanderweg von Moritzdorf nach Seedorf entlang des Ufers zur Having befindet sich ein Gebiet, in dem Kreuzottern leben. An der Straße nach Altensien befindet sich das Großsteingrab Goldbusch.